# 马尔塔诺
马尔塔诺（義大利語：Martano），是意大利莱切省的一个市镇。总面积21平方公里，人口9484人，人口密度451.6人/平方公里（2009年）。ISTAT代码为075040。